# 普特林齊
50°8′58″N 26°49′14″E / 50.14944°N 26.82056°E
普特林齊（烏克蘭語：Путринці），是烏克蘭西部的村莊，隸屬赫梅利尼茨基州的舍佩蒂夫卡區。該村始建於1613年，面積1.6平方公里，海拔高度243米，2001年人口425，人口密度每平方公里265.6人。